# (79124) 1990 RU8
(79124) 1990 RU8 là một tiểu hành tinh vành đai chính. Nó được phát hiện bởi Henri Debehogne ở Đài thiên văn La Silla ở Chile ngày 15 tháng 9 năm 1990.